# Heribert Raithel
Heribert August Wolfgang Raithel (* 14. Juni 1910 in Ingolstadt; † 14. Juli 1976 in Erding) war ein deutscher Oberst der Wehrmacht.

## Leben
Heribert Raithel war der jüngste Sohn des späteren Königlich-Bayrischen Feuerwerks-Hauptmannes August Raithel. Heriberts Raithels ältester Bruder Franz kam 1935 im Mont Blanc ums Leben. Sein anderer Bruder, Helmuth wurde Offizier bei der Waffen-SS und war 1923 am Hitler-Ludendorff-Putsch beteiligt.
Heribert Raithel trat am 9. April 1929 als Offizieranwärter in die Reichswehr ein und wurde am 1. Juli 1930 zum Gefreiten befördert und zum Fahnenjunker ernannt. Drei Monate später wurde er Unteroffizier, war von Anfang Oktober 1930 bis Anfang August 1931 zu einem Lehrgang an der Infanterieschule und anschließend bis Anfang August 1932 an der Artillerie-Schule. Im August 1931 hatte er seine Beförderung zum Fähnrich erhalten. Am 15. Oktober 1932 wurde er bei der II./7. (Bayer.) Artillerie-Regiment zum überzähligen Leutnant ernannt, besuchte von Anfang April 1933 bis Ende Juni 1933 einen Lehrgang für Leibesübungen in Wünsdorf, wurde am 1. Mai 1933 dann zum Leutnant befördert und kam dann Ende September 1933 zur Artillerie-Schule in die Abteilung L. Von hier kam er Anfang Oktober 1934 in die Fahr-Abteilung „München“ und war anschließend von Mitte Oktober 1935 bis 13. Oktober 1937 Adjutant der Beobachtungs-Abteilung 7 der 7. Infanterie-Division. Ab 10. November 1938 wurde er Chef der 3. Batterie/Gebirgs-Beobachtungs-Abteilung 38, einem Heerestruppenteil, in Klagenfurt, wo er bereits seit 13. Oktober 1937 eingesetzt war, und blieb dies bis 26. Januar 1940. Von hier wurde er mit Wirkung zum 1. Februar 1940 in den Stab der 7. Infanterie-Division versetzt. Am 31. Dezember 1938 war er mit RDA vom 1. Januar 1939 Hauptmann geworden. Bis 9. November 1940 war er zugleich Kommandeur der neu aufgestellten III./Gebirgs-Artillerie-Regiment 95 (5. Gebirgs-Division) in Graz. Mit Wirkung zum 9. November 1940 wurde er am 28. November 1940 Kommandeur der II./Gebirgs-Artillerie-Regiment 95, welches ab 1941 in Griechenland und beim Angriff auf Kreta eingesetzt wurde. Am 25. Mai 1941 wurde er in Kreta durch eine Mine verletzt und musste bis 21. Oktober 1941 im Lazarett verbringen. Er erhielt am 13. Juni 1941 das Ritterkreuz des Eisernen Kreuzes verliehen. Am 25. September 1941 erhielt er das neue RDA zum 1. Juni 1938 für seine Beförderung zum Hauptmann und wurde am 18. Januar 1942 Major. Am 28. Oktober 1942 erhielt er den Königlich-Bulgarischen Tapferkeitsorden IV. Klasse, I. Stufe. Ab Anfang Dezember 1942 war er in der Führerreserve und war dem Befehlshaber im Wehrkreis XVIII unterstellt. Mit Wirkung vom 16. Januar 1943 wurde er am 27. März 1943 mit der Führung des Gebirgs-Artillerie-Regiments 95 beauftragt und wurde dann mit Wirkung zum 1. April 1943 am 19. Juni 1944 Kommandeur. Am 7. April 1943 erhielt er das Finnische Freiheitskreuz II. Klasse mit Schwertern und wurde am 20. April 1943 Oberstleutnant. Am 20. April 1944 wurde er mit Wirkung zum 1. März 1944 mit nur 34 Lebensjahren Oberst und erhielt am 14. Juli 1944 das Deutsche Kreuz in Gold.
Die Position als Kommandeur des Gebirgs-Artillerie-Regiments 95 behielt er bis 25. Januar 1945 und wurde am 12. Dezember 1944 mit Wirkung zum 5. Januar 1945 zusätzlich noch Kommandeur der Gebirgs-Artillerie-Schule Dachstein. Aus dieser heraus und weiteren, greifbaren Einheiten, wie SS, Gebirgsjäger, Artilleristen, Marineangehörige, Piloten und sogar Polizisten, stellte er im Raum Semmering eine etwa 10.000 Mann starke Kampfgruppe auf. Ab 8. April 1945 war er Kommandeur der so gebildeten Korpsgruppe Semmering (8. April), welche anschließend für kurze Zeit Kampfgruppe Semmering hieß. Zeitgleich wurde auch der Begriff Kampfgruppe Raithel (14. April) genutzt. Mit dieser gelang es Raithel eine 36 Kilometer lange Frontlinie nördlich von Payerbach zu besetzen, welche aber nur schwach besetzt war, aber welche den Frontabschnitt halten konnte. Durch einen Gegenangriff konnte Raithel den Frontabschnitt um 24 Kilometer erweitern. Raithel wurde für diese Tat vom Oberbefehlshaber der 6. Armee General der Panzertruppe Hermann Balck persönlich für das Eichenlaub zum Ritterkreuz vorgeschlagen, eine Verleihung ist aber nicht nachgewiesen.
Am 25. April 1945 wurde in der Steiermark die Gebirgs-Division Steiermark aufgestellt, aber direkt mit der zeitgleichen Aufstellung der 9. Gebirgs-Division (Ost) in diese eingegliedert. Die 9. Gebirgs-Division (Ost) wurde zusätzlich durch die Kampfgruppe Raithel ergänzt und Raithel wurde ab 1. Mai 1945 deren Kommandeur. Am 7. Mai 1945 kam er, nachdem er sich bis zu den Westalliierten durchgeschlagen hatte, in westalliierte Kriegsgefangenschaft.
Im Bereich der 9. Gebirgs-Division (Ost) tagte ein Standgericht. Bekannt ist die Erschießung von insgesamt fünf Soldaten der Division. Drei wurden in Steinhaus am Semmering standrechtlich erschossen, zwei Soldaten der Waffen-SS wurden in Breitenstein wegen Wachvergehen und Fahnenflucht von der eigenen Kompanie hingerichtet, vermutlich am 17. April.
In den letzten Kriegstagen wurde auf höchsten Befehl die Zerstörung der Tunnels und Viadukte der Semmeringbahn angeordnet, um den Vormarsch der Roten Armee zu verzögern. Die Vorkehrungen für diesen Befehl wurden auf Anordnung von Oberst Raithel wieder zurückgenommen.